# Векше
Векше (швед. Växjö) — місто на півдні Швеції, адміністративний центр лену Крунуберг. Населення міста становить 59 268 мешканців (2008), разом із муніципалітетом — 82 023 (2010).

## Етимологія
Вважається, що назва міста походить від слів «väg» (дорога) та «sjö» (озеро). Мається на увазі дорога через замерзле озеро Векше, що нею проходили фермери взимку, щоб дістатися до ринкової площі, яка згодом переросла в місто.

## Історія
Торгівля розквітала в місті ще в залізну добу. Згідно з «Легендою про Зигфрида», у ці землі як перший християнський місіонер прийшов Зигфрид з Йорка і побудував тут першу церкву. 1170 року Векше став центром єпископства і метою для безлічі прочан. Міські права Векше отримав 13 лютого 1342 року від короля Магнуса Ерікссона, хоча відомо, що де-факто міське поселення існувало тут вже в XI столітті. Через те, що шведсько-данська межа довгий час проходила поблизу міста й обидві країни вели між собою війни, Векше часто піддавався руйнуванням, наприклад, у 1276, 1570 і 1612 роках. Однак прикордонне положення мало й свої переваги, зокрема в торгівлі. Побудоване переважно з дерева місто неодноразово потерпало від пожеж (найбільші з них — у 1277, 1516, 1570, 1612, 1658, 1690, 1749, 1753, 1799, 1838 та 1843 роках).

## Демографія
| Рік  | Населення |
| ---- | --------- |
| 1960 | 22 784    |
| 1965 | 29 354    |
| 1970 | 39 019    |
| 1975 | 40 328    |
| 1980 | 42 632    |
| 1990 | 46 735    |
| 1995 | 49 865    |
| 2000 | 51 790    |
| 2005 | 55 600    |
| 2010 | 64 200    |

## Пам'ятки архітектури
- Кафедральний собор Векше

## Спортивні клуби
- «Естерс» ІФ — футбол
- «Векше Лейкерс» — хокей
- «Говсгага» АІФ — футбол, бенді і теніс
- Векше ІБК («Векше Вайперс») — флорбол

## Персоналії
- Пер Лагерквіст (1891—1974) — шведський письменник.

## Галерея

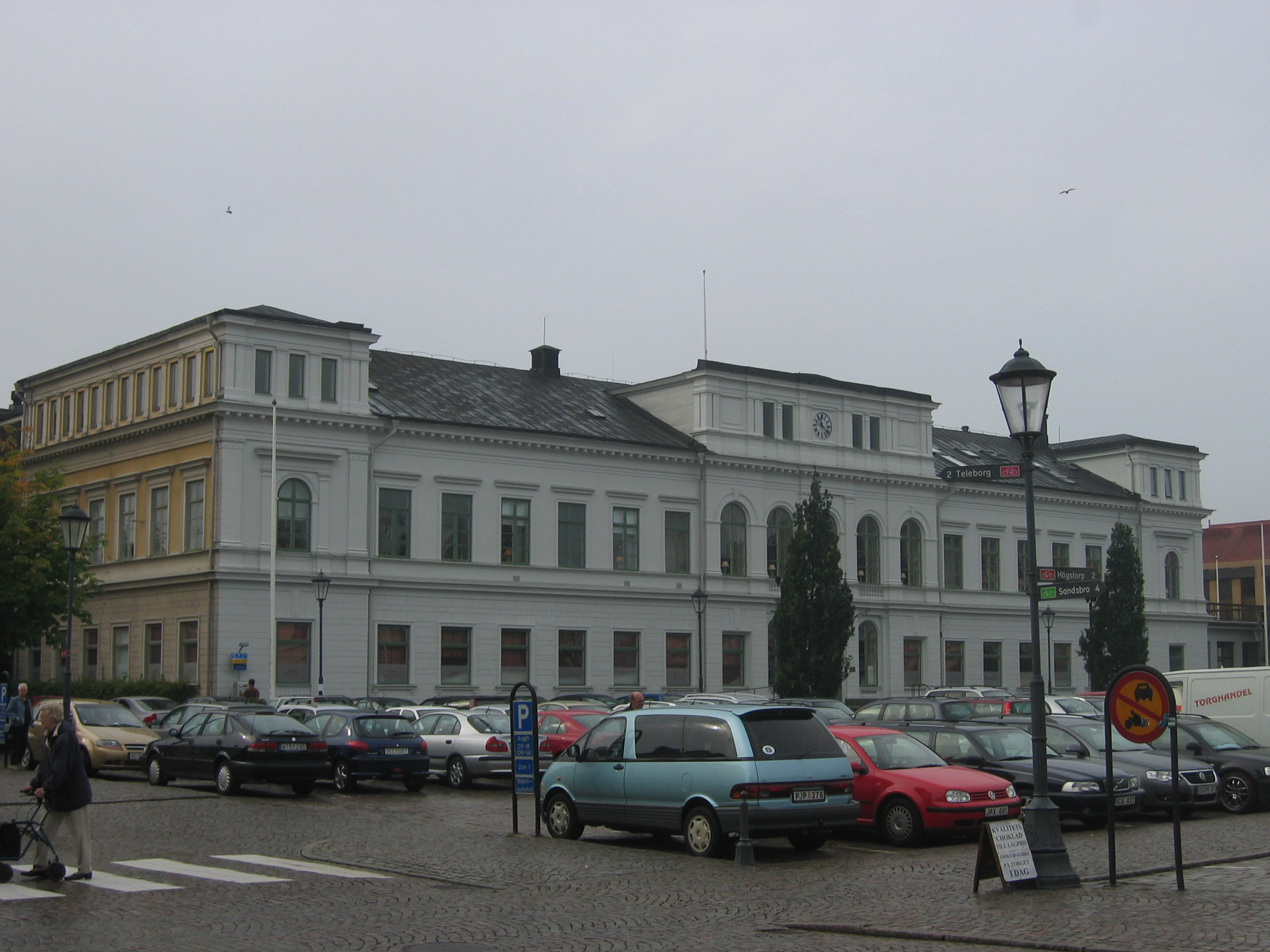
Готель на центральній площі
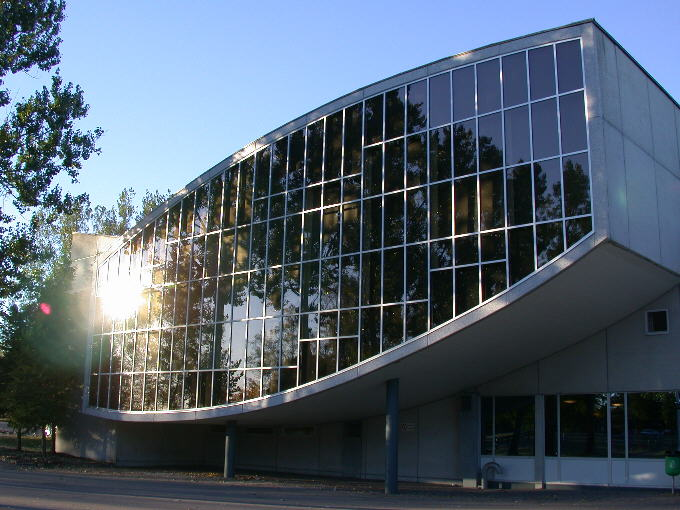
Кафедральна школа
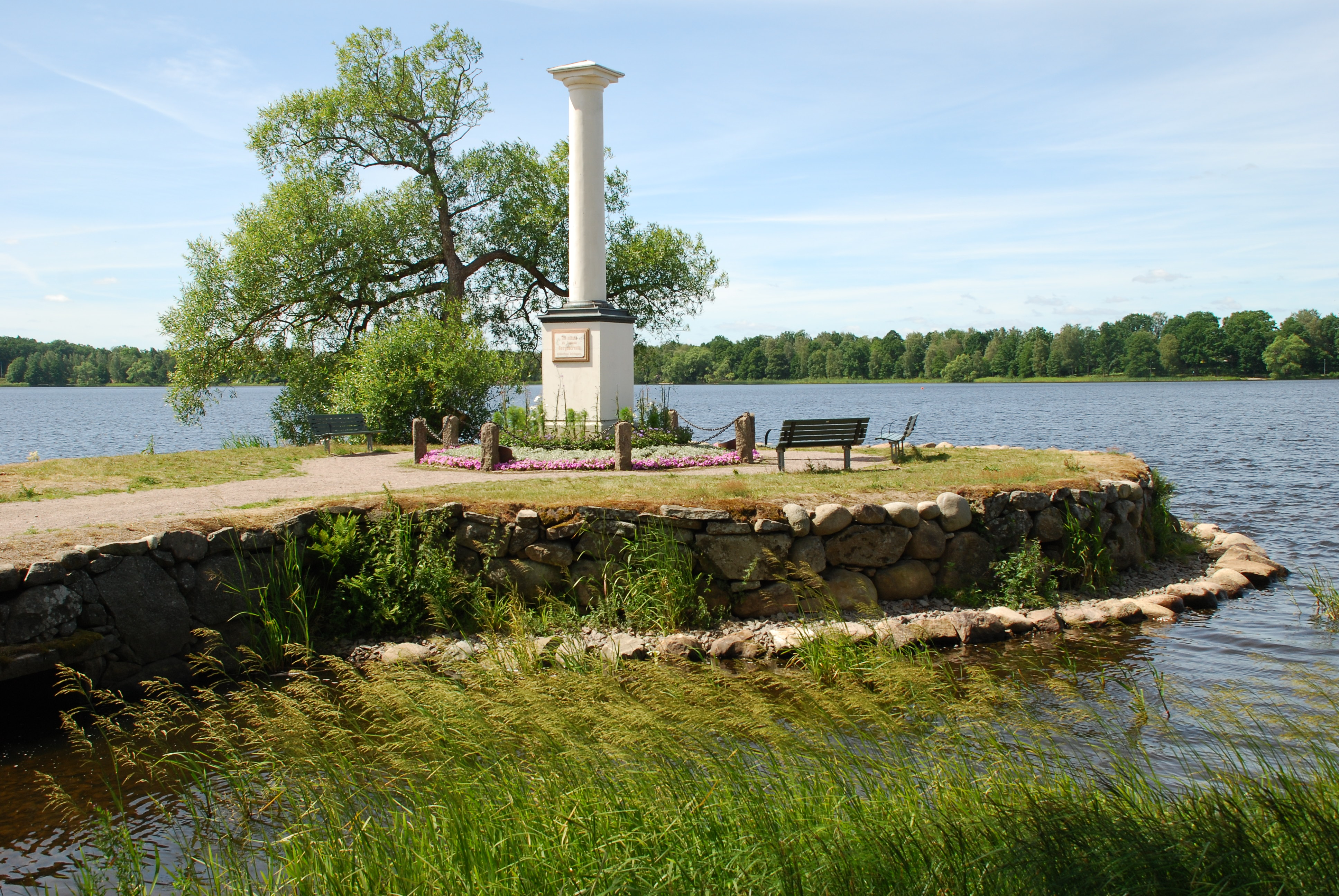
Монумент біля озера
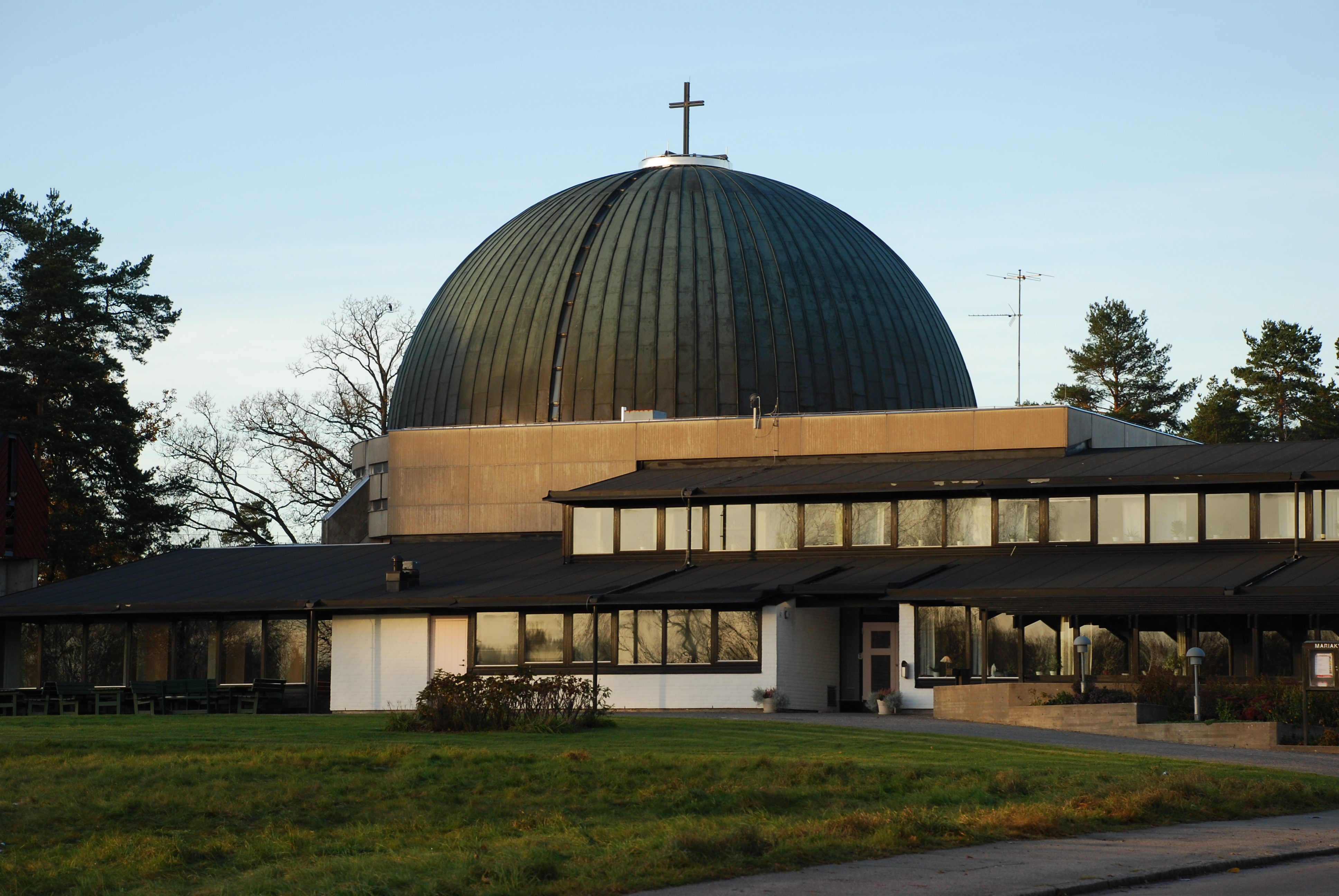
Церква святої Марії

## Міста-побратими
- Нідерланди, Алмере